# انتخابات الرئاسة الجورجية 2008
انتخابات الرئاسة الجورجية 2008 هي الانتخابات الرئاسية التي جرت في 5 يناير 2008، لانتخاب رئيس/ة جورجيا، فاز بالانتخابات ميخائيل ساكاشفيلي.